# Фирмо
Фирмо (итал. Firmo) — коммуна в Италии, располагается в регионе Калабрия, подчиняется административному центру Козенца.
Население составляет 2459 человек, плотность населения составляет 224 чел./км². Занимает площадь 11 км². Почтовый индекс — 87010. Телефонный код — 0981.
Покровителем коммуны почитается святой Афанасий Великий, празднование 2 мая.